# Filip Nikolic
Filip Nikolic (1. září 1974, Saint-Ouen, Francie – 16. září 2009, Paříž) byl francouzský herec a zpěvák, známý také jako člen hudební skupiny 2Be3.

## Život
Narodil se v departementu Seine-Saint-Denis. Pocházel ze srbské rodiny a vyrůstal v Longjumeau. Jako herec působil především v seriálech a českým divákům může být znám například ze seriálu Navarro. Ve Francii byl znám jako frontman populární kapely 2Be3. Zemřel 16. září 2009, v době, kdy připravoval sólové album.